# Steve Kerr
Stephen Douglas „Steve“ Kerr (* 27. September 1965 in Beirut, Libanon) ist ein US-amerikanischer Basketballtrainer und ehemaliger -spieler. Seit 2014 steht er als Head Coach bei den Golden State Warriors in der NBA unter Vertrag.
Während seiner Zeit als Spieler gehörte Kerr zu den besten Dreipunkteschützen der NBA. Er war unter anderem für die Cleveland Cavaliers, die Chicago Bulls um Michael Jordan und die San Antonio Spurs aktiv und gewann fünf Meistertitel. Kerr hält den Rekord der höchsten Dreipunkt-Quote der NBA-Geschichte (45,4 %) von Spielern mit mindestens 250 verwandelten Dreiern.
Als Coach der Warriors erreichte er in seinen ersten fünf Jahren stets die NBA-Finals und wurde in den Saisons 2014/15, 2016/17, 2017/18 und 2021/22 jeweils NBA-Champion. Im Jahr 2016 erhielt er zusätzlich die Auszeichnung des NBA Coach of the Year.

## Leben
Steve Kerrs Vater Malcolm Kerr war Spezialist für den Nahen Osten. Deshalb verbrachte Steve große Teile seiner Kindheit im Libanon und anderen arabischen Staaten. In Ägypten besuchte er das Cairo American College. Außerdem besuchte er die Palisades High School in Pacific Palisades, Kalifornien. Am 18. Januar 1984 wurde sein Vater, der zu diesem Zeitpunkt der Präsident der American University of Beirut war, von einem militanten libanesischen Nationalisten ermordet.

## Spielerkarriere
1983 begann Kerr seine Basketballkarriere an der University of Arizona. 1986 gewann er mit der US-amerikanischen Nationalmannschaft bei der Basketball-Weltmeisterschaft 1986 in Spanien die Goldmedaille.
Kerr wurde im NBA-Draft 1988 in der zweiten Runde (an 50. Stelle) von den Phoenix Suns ausgewählt. Im September 1989 wurde er im Gegenzug zu den Rechten an einem Zweitrunden-Draft-Pick im NBA-Draft 1993 zu den Cleveland Cavaliers geschickt. Drei Jahre später wechselte er für einen Zweitrunden-Draft-Pick im NBA Draft 1996 zu den Orlando Magic.
Im Herbst 1993 unterschrieb er als Free Agent einen Vertrag bei den Chicago Bulls. Mit den Bulls um Michael Jordan und Scottie Pippen gewann er drei NBA-Meisterschaften in den Saisons 1995/96, 1996/97 und 1997/98.
Im Januar 1999 wurde Kerr von den Bulls im Tausch für Chuck Person und einem Erstrunden-Draft-Pick an die San Antonio Spurs abgegeben. Mit den Spurs konnte Kerr in der Saison 1998/99 seinen vierten NBA-Titel in Folge holen.
Im Juli 2001 gaben die Spurs ihn zusammen mit Derek Anderson und einem Zweitrunden-Draft-Pick im NBA Draft 2003 an die Portland Trail Blazers ab. Im Gegenzug ging Steve Smith zu den Spurs.
Ein Jahr später wurde Kerr wieder zu den Spurs zurückgegeben. Die Spurs erhielten dabei ebenfalls Erick Barkley und einen Zweitrunden-Pick im NBA-Draft 2003. Dafür gingen Antonio Daniels, Amal McCaskill und Charles Smith zu den Blazers. Mit den Spurs konnte Kerr in der Saison 2002/03 seine letzte von insgesamt fünf NBA-Meisterschaften als Spieler gewinnen.
Nach den NBA-Finals 2003 gab Steve Kerr seinen Rücktritt vom aktiven Profisport bekannt.

### Rekorde und Erfolge
- Stand Mai 2022 ist Kerr mit einer Karriere-Trefferquote von 45,4 % der sicherste Schütze seit Einführung der 3-Punkte-Linie in der NBA 1978.[2]
- In der Saison 1994/95 traf Kerr 89 von 170 versuchten Dreipunktewürfen. Die Trefferquote von 52,4 % war bis zur Saison 2009/10 die höchste in der Geschichte der NBA für eine einzelne Saison.
- Kerr führte zweimal in seiner Karriere die NBA in Wurfquote von der Dreierlinie an (1989/90 mit 50,7 % und 1994/95 mit 52,4 %).
- 1997 gewann er den Dreipunktewettbewerb beim NBA All-Star Weekend. Schon 1994, 1995 und 1996 hatte er an diesem Turnier teilgenommen.

## Managementkarriere
Am 15. April 2004 ging Kerr ins Management der Phoenix Suns, wo er als Berater tätig wurde. Mit Beginn der NBA-Saison 2007/08 wurde er General Manager der Suns, wo er Mike D’Antoni ablöste, der sich auf seine Trainertätigkeiten konzentrieren wollte. Kerr war bis Sommer 2010 als Manager tätig, bevor er durch Lance Blanks ersetzt wurde.

## Trainerkarriere
Im Mai 2014 wurde Kerr neuer Head Coach der Golden State Warriors. Dort folgte er auf Mark Jackson. Die Warriors sind Kerrs erste Station als Trainer in der NBA. Kerr erhielt in Oakland einen Vertrag über fünf Jahre. In seinem ersten Jahr bei den Warriors stellte Kerr mit dem Team einen neuen Vereinsrekord von 67 Siegen bei 15 Niederlagen auf. Dies war die höchste Anzahl an Siegen, die ein Trainerneuling in der NBA jemals erzielte. Bei der Wahl zum Trainer des Jahres wurde er hinter Mike Budenholzer Zweiter. In den Playoffs gewann er mit den Golden State Warriors die NBA-Meisterschaft nach einem 4-2 in den Endspielen gegen die Cleveland Cavaliers. Dies bedeutet für ihn seinen ersten Ring als Trainer und seinen sechsten insgesamt. Kerr wurde zum ersten Trainer seit Pat Riley 1982, der in seiner ersten Saison gleich die Meisterschaft gewann.

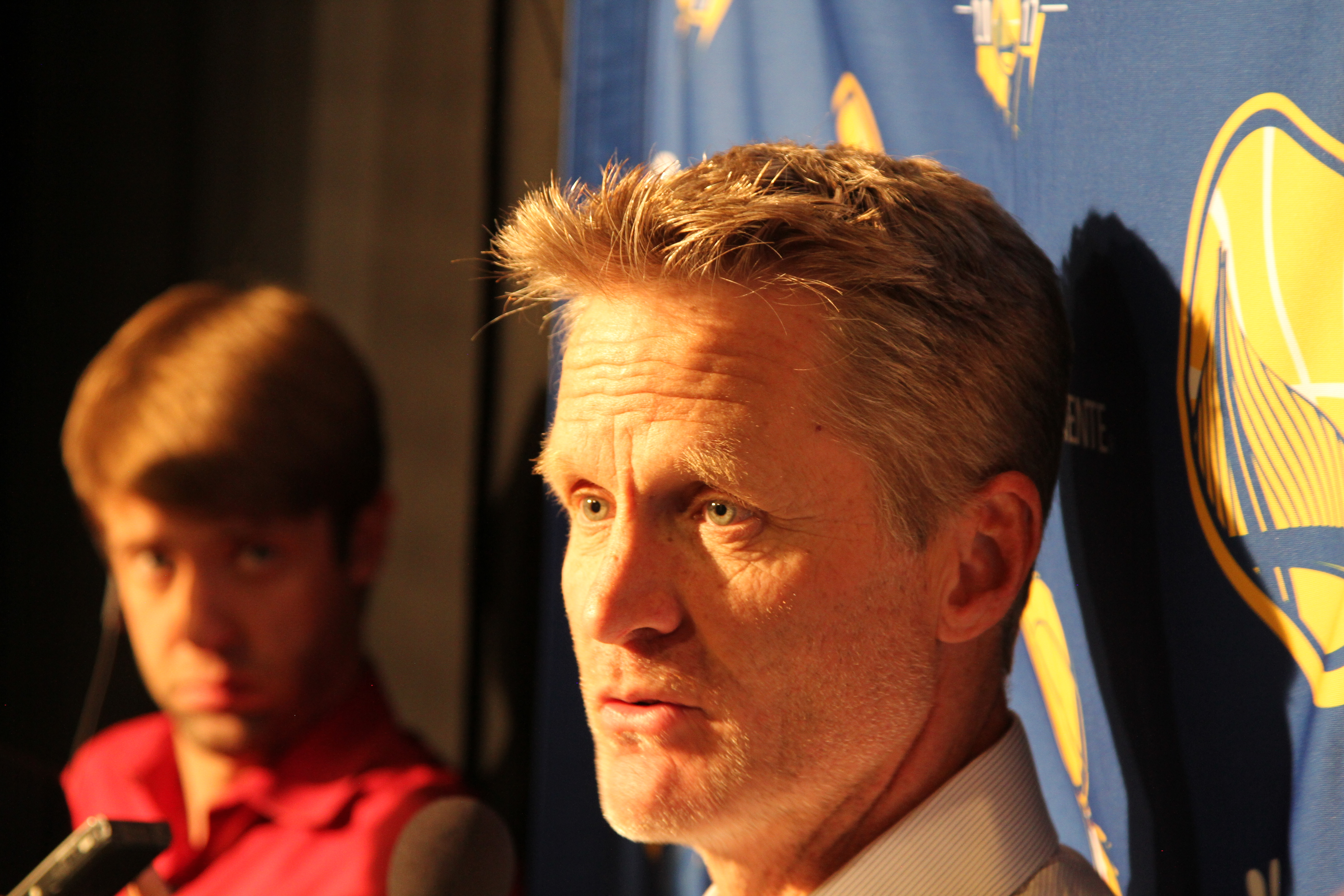
Kerr als Trainer der Warriors (2017)

Aufgrund einer Rückenverletzung setzte Kerr die ersten Monate der nachfolgenden Saison 2015/16 als Trainer der Warriors aus. Für ihn übernahm sein Assistent Luke Walton, der die Warriors mit 24 Siegen in Folge zum besten Saisonstart der Ligageschichte führte. Nach der Genesung kehrte Kerr am 22. Januar 2016 zurück an die Seitenlinie. Zum Ende der regulären Saison wiesen die Warriors eine Bilanz von 73-9 auf. Damit hatten sie den bisherigen Rekord der Chicago Bulls (72-10) aus der Saison 1995/96 übertroffen. In der Folge wurde Kerr erstmals zum Coach of the Year gewählt. Die Warriors erreichten erneut unter ihm das NBA-Finale, wo sie jedoch den Cavaliers nach sieben Spielen unterlagen.
In seinem dritten Jahr als Trainer der Warriors erreichten diese mit 67-15 erneut die beste Saisonbilanz in der NBA. Nachdem sie die ersten drei Runden der Playoffs mit jeweils 4-0 für sich entschieden hatten, trafen die Warriors zum dritten Mal in Folge in den Finals auf die Cleveland Cavaliers. Kerr musste im Laufe der Playoffs erneut für einige Spiele aufgrund von Rückenbeschwerden aussetzen. Im Laufe der Finals kehrte er aber an die Seitenlinie zurück. Die Warriors gewannen mit 4-1 und sicherten sich damit die zweite Meisterschaft innerhalb von drei Jahren. Mit 16-1 erzielte das Team die beste Playoff-Bilanz in der NBA-Geschichte.
In der Saison 2017/18 erreichte er mit den Warriors zum vierten Mal in Folge die finale Serie gegen die Cleveland Cavaliers, nachdem sich die Warriors gegen die Houston Rockets in den Conference Finals 4-3 durchsetzten. Im Finale gelang den Warriors ein 4:0-Sieg, was den dritten Titel für den Trainer Kerr bedeutete.
In der Saison 2018/19 waren die Warriors erneut hohe Favoriten auf den Titel, jedoch verletzten sich Kevin Durant im fünften, sowie Klay Thompson im sechsten Spiel der Finalserie gegen die Toronto Raptors, die in Folge die erste Meisterschaft ihrer Vereinsgeschichte gewinnen konnten. Durant wurde nach dieser Saison zum Free Agent und verließ die Warriors ohne Gegenwert. Nachdem darüber hinaus auch Thompson durch seinen in den Finals erlittenen Kreuzbandriss für die Folgesaison keine Spielperspektive hatte und Stephen Curry im vierten Saisonspiel nach einem Handgelenkbruch ebenfalls für fünf Monate ausgefallen war, wurden die Warriors in der aufgrund der Corona-Pandemie verkürzten Saison 2019/20 mit einer Bilanz von 15 Siegen zu 50 Niederlagen vom Titelfavoriten zum schlechtesten Team der Liga. Nachdem man 2020/21 – mit einem genesenen Curry aber weiterhin ohne Thompson – nur knapp die Playoffs verpasst hatte, kehrte Thompson in der Mitte der Saison 2021/22 zum Team zurück und die Playoffs wurden souverän erreicht. Mit Siegen über die Denver Nuggets um MVP Nikola Jokić (4-1), die Memphis Grizzlies (4-2) und die Dallas Mavericks (4-1) erreichten die Warriors nur drei Jahre nach der katastrophalen Saison 2018/19 erneut die NBA Finals und Kerr konnte mit einem 4-2-Erfolg gegen die jungen Boston Celtics seine vierte Meisterschaft als Trainer gewinnen.
2021 wurde Kerr zum Trainer der US-amerikanischen Basketballmannschaft der Herren für die Olympischen Spiele 2024 in Paris ernannt. Die Mannschaft gewann unter seiner Führung Gold.

## Medien und Politik
Von 2003 bis 2007 war Kerr als Analyst für Turner Network Television (TNT) tätig. Nebenbei trug er auch mit einem Segment bei Yahoo! als NBA-Kommentator bei. Zusätzlich lieh er seine Stimme den EA-Sports-Videospielen NBA Live von 2007 bis 2008 sowie den Teilen der NBA-2K-Reihe von 2012 bis 2015.
Kerr äußert sich regelmäßig zu politischen Themen. Er kritisierte Donald Trump nach dessen Wahl zum Präsidenten und sagte, Trump habe mit Beleidigungen gegen Frauen und Minderheiten Stimmung gemacht. Bei der Präsidentschaftswahl 2020 unterstützte er Trumps Gegenkandidaten Joe Biden.
Nach dem Amoklauf an der Robb Elementary School im Mai 2022, bei dem 19 Kinder und zwei Lehrer getötet wurden, hielt Kerr eine viel beachtete, emotionale Pressekonferenz. Er kritisierte jene Senatoren, die sich gegen die Verschärfung von Waffengesetzen stellen, konkret gegen den Gesetzesentwurf H. R. 8, der „Hintergrundprüfungen“ (Background checks) bei Waffenkäufen vorsieht. Diese 50 Senatoren würden die USA „in Geiselhaft halten“ („holding us hostage“), so Kerr.
Er sprach 2024 auf dem demokratischen Nominierungsparteitag zur Nominierung von Kamala Harris.
Kerr erwarb einen Minderheitsanteil am spanischen Fußball-Club Real Mallorca von seinem Freund Andy Kohlberg, dem Mehrheitseigner, wie am 22. August 2023 verlautete.